# Cabotaggio
Cabotaggio, nel lessico marinaresco, indica un viaggio per mare generalmente non lontano dalle coste.

## Etimologia

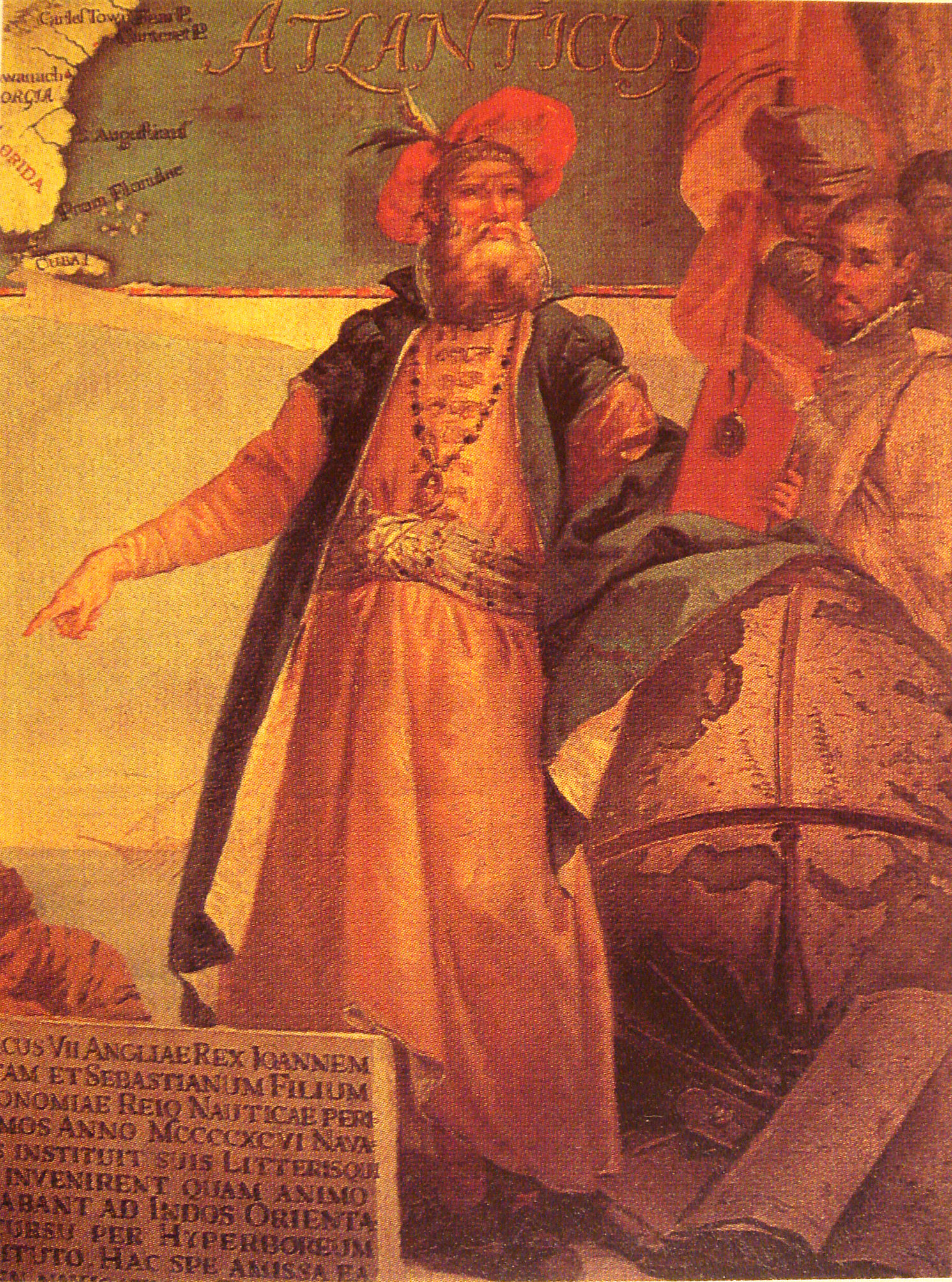
Giovanni Caboto con abbigliamento tradizionale veneziano, in un dipinto del XVI secolo.

La parola secondo alcuni deriverebbe dal navigatore italiano Giovanni Caboto famoso per aver continuato l'opera di Cristoforo Colombo iniziando la serie di grandi viaggi di scoperta verso il nord-ovest.
Secondo altri linguisti invece l'etimologia della parola risalirebbe al termine spagnolo cabo, "capo", per cui cabotaggio significherebbe la navigazione da capo a capo, da porto a porto. Il cabotaggio quindi si riferisce a una navigazione che di solito avviene generalmente sottocosta meno rischiosa quindi rispetto ad esempio alla traversata in mare aperto.

## Significati
Si intende generalmente per piccolo cabotaggio un trasporto marittimo tra porti vicini, per cui bastano alla navigazione imbarcazioni di piccola o media dimensione. La stessa espressione si usa, in senso figurato, per indicare un'attività di poco rischio e poco prestigio.

Una definizione più tecnica di cabotaggio è stata data, ad esempio, dal prof. Vincenzo Leuzzi, Direttore dell'Istituto dei Trasporti della Sapienza: 
(Vincenzo Leuzzi, Italia. Parlamento. Camera dei deputati. Segretariato generale, ed. Ambiente e informatica: problemi nuovi della società contemporanea. Vol. 16. Servizio studi, legislazione e inchieste parlamentari, 1974.)

## Tipologie
Una tipologia specifica di nave, il feeder, trasporta i container dai porti minori ai maggiori o viceversa.
Analogo trasporto su minore scala viene fatto da "bettoline" che trasportano liquidi in piccoli porti non raggiunti da grandi petroliere o navi cisterna come le gasiere.

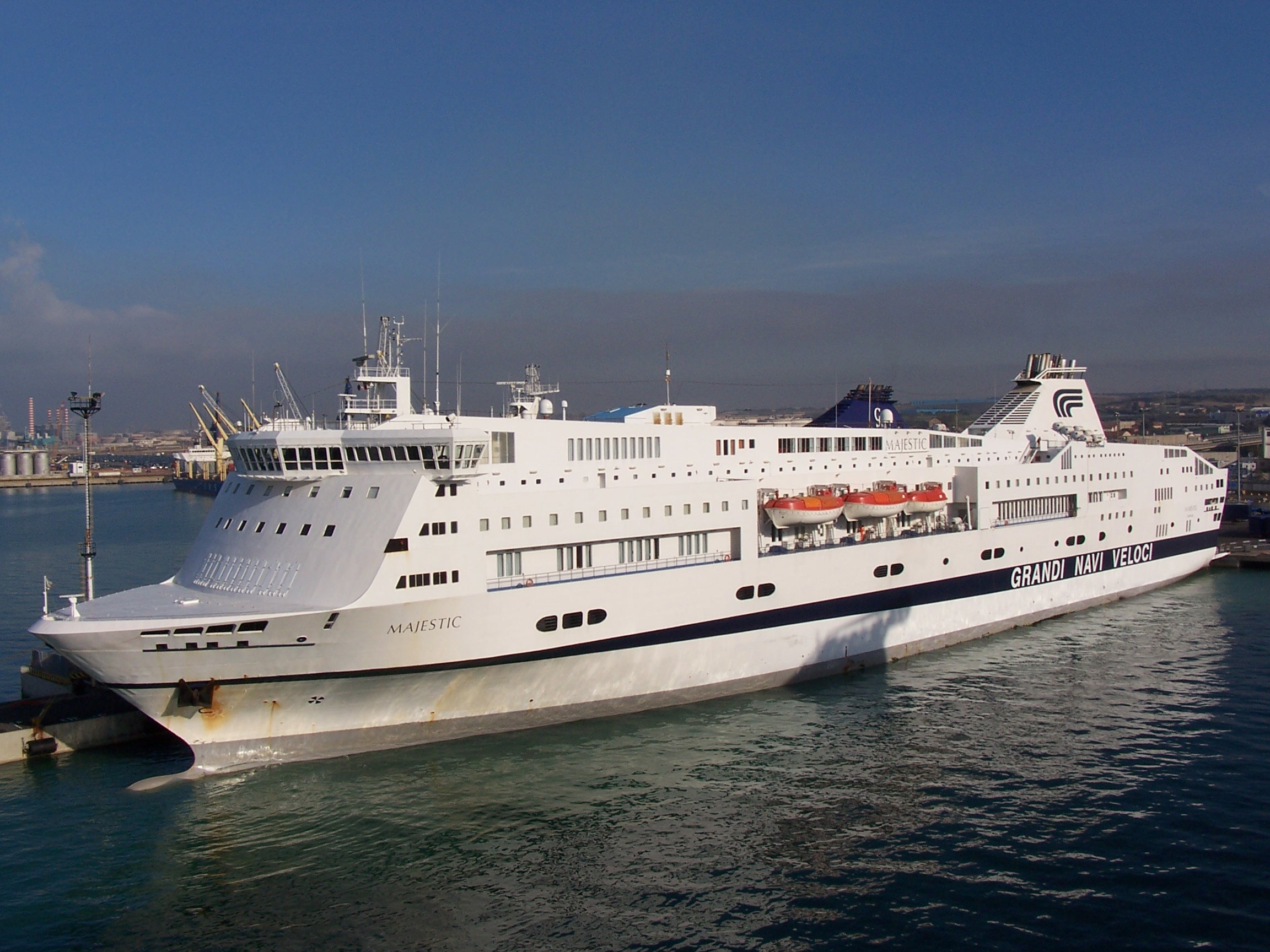
La cruise ferry Majestic

È definito cabotaggio anche il trasporto di veicoli (auto, camion, rimorchi, treni) su navi traghetto.
Alcune navi traghetto, i cruise ferry, effettuano talvolta viaggi crociera che si distinguono dai viaggi cabotaggio per completezza e presenza di servizi tipici delle tradizionali crociere.
Alla promozione del cabotaggio si riferisce l'espressione "Autostrade del Mare", programma europeo che riguarda i paesi che si affacciano sul Mediterraneo, che è una derivazione del "Progetto 21 Motorways of the Sea", approvato dal Consiglio Europeo nell'ambito delle Reti Transeuropee TEN-T, che ha l'obiettivo di collegare i vari porti del Mediterraneo sostituendo al trasporto su gomma, particolarmente costoso e inquinante, il trasporto di merci per mare adottando proprio la navigazione a cabotaggio, molto adatta per esempio per la penisola italiana con le sue estese coste e porti.